# Малікработ
Малікработ (колишній Комсомольськ; узб. Маликработ, Malikrabot) — міське селище в Узбекистані, у Карманинському районі Навоїйської області.
Розташоване у степу Малікчуль, за 15 км на захід від Кармани, за 20 км від Навої. Через селище проходить автошлях E40. За 1 км на південь від Малікработа розташований аеропорт «Навої».
У 1999—2003 роках Малікработ був центром Навоїйського району.
Населення 5055 мешканців (перепис 1989).